# Programa Aurora

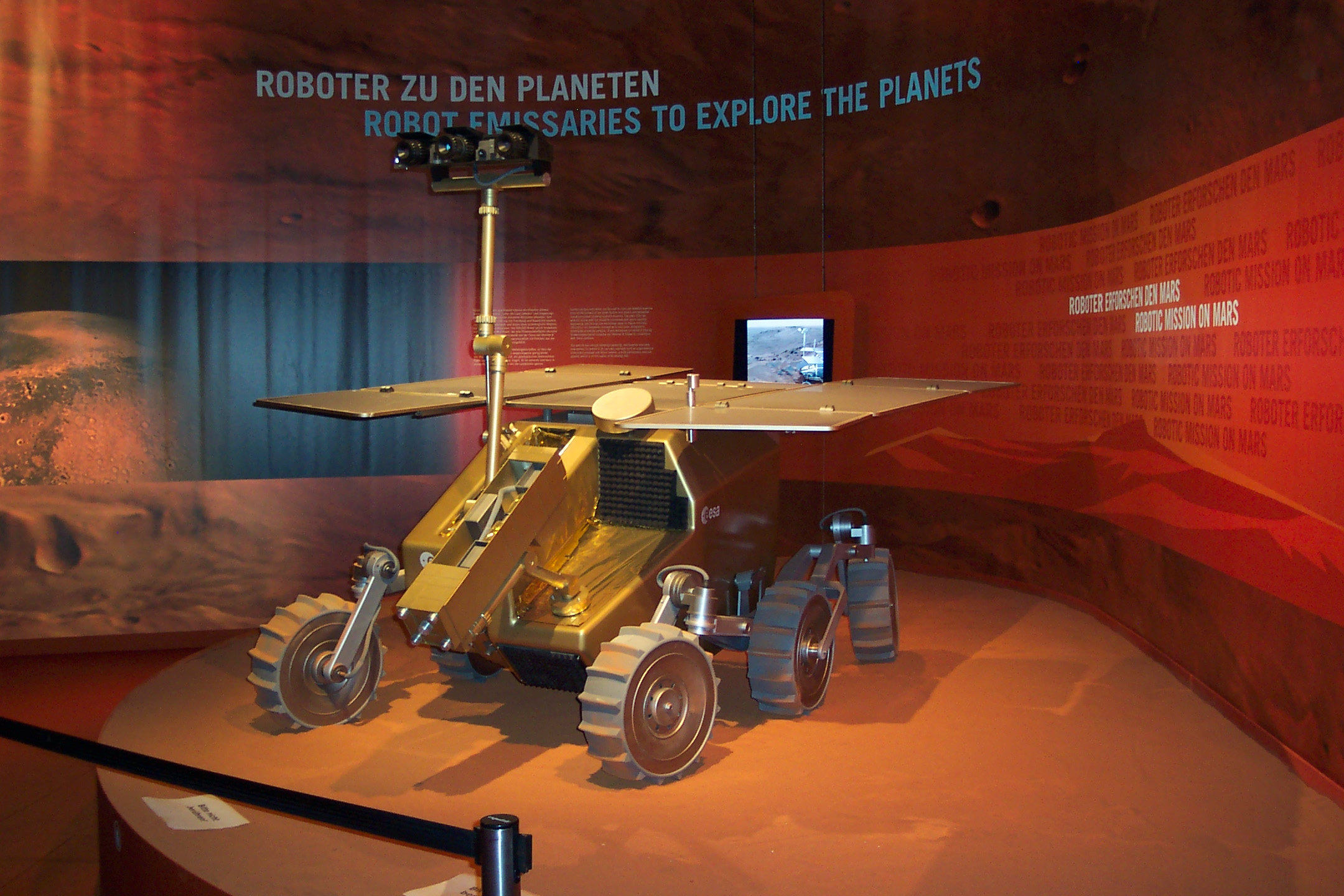
Modelo da ExoMars exposta na ILA 2006 (Berlim)

O Programa Aurora é um programa espacial promovido pela Agência Espacial Européia - ESA para a exploração da Lua, de Marte e de asteróides, nas próximas décadas. O objetivo final do Programa Aurora é conduzir os primeiros passos da Europa rumo ao espaço.
Este programa ainda está em suas etapas iniciais e seus projetos ainda estão em fase de estudos e de elaboração.
O Programa Aurora foi iniciado em Janeiro de 2002 e a primeira missão espacial de destaque deste programa estava prevista para ocorrer em 2011, que era a missão denominada de ExoMars. Todavia,houve um atraso por problemas de financiamento da operação que modificou a data de lançamento para 2016. Estão previstas outras missões entre 2011 e 2017, para recolher amostras do solo marciano e trazer para a Terra, e a partir de 2020 enviar homens a Marte.

## Missões
Na primeira década do programa estão previstas missões robóticas, que serão divididas em dois grupos.
- Missão Flagship

- Missão ExoMars, que consiste no envio de uma missão não-tripulada que englobará um orbitador e um veículo explorador para Marte, sendo lançados em 2011.
- Uma missão conjunta com a NASA, para a coleta de amostras do solo de Marte, prevista para 2016.
- Missão Arrow

- Testes para a reentrada de uma cápsula ou veículo na atmosfera da Terra em uma etapa de preparação para o retorno das amostras coletadas em Marte.
- Demonstração de aerocaptura em Marte, para o futuro desenvolvimento de tecnologias que usem a atmosfera como freio para futuras naves espaciais.

## Cronograma

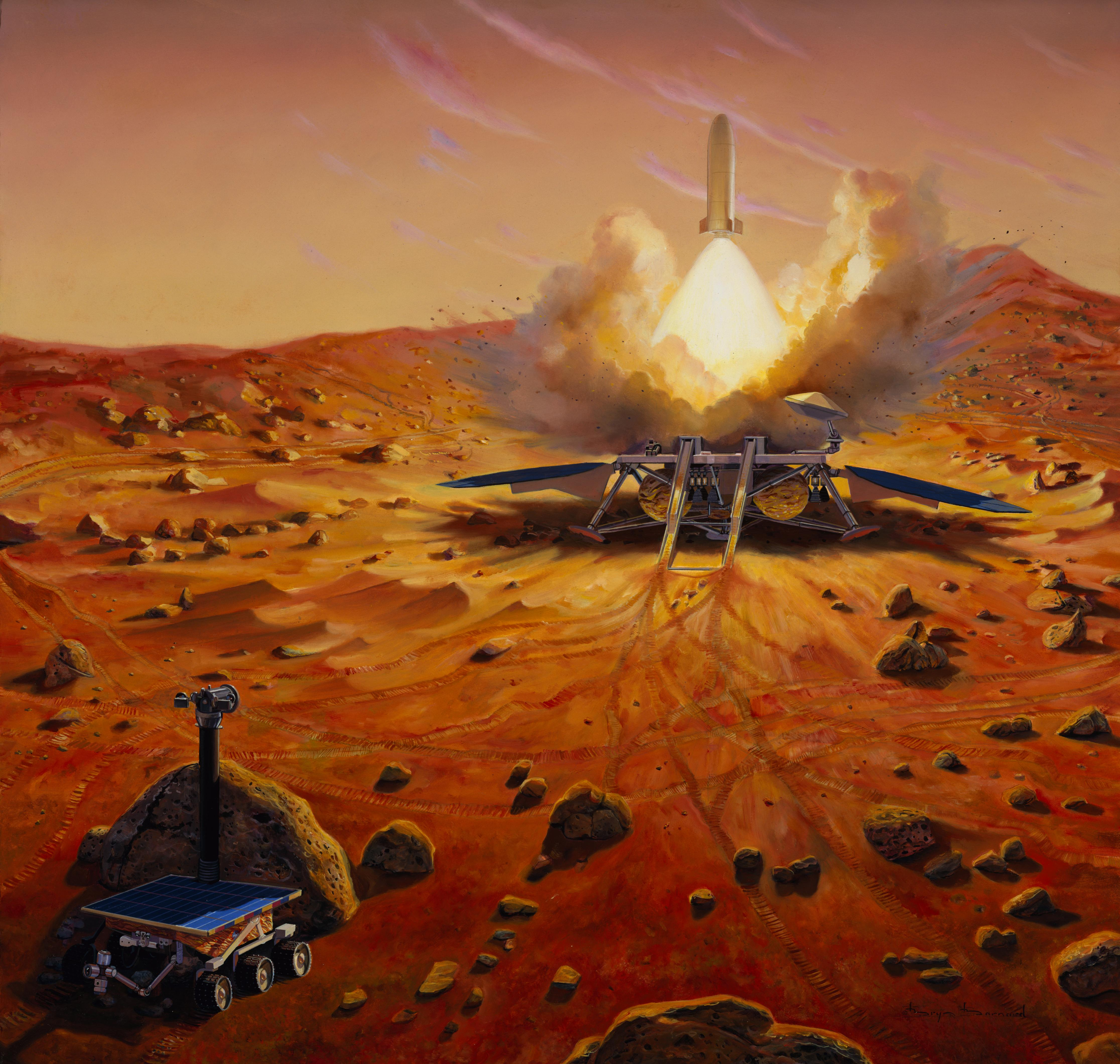
Concepção artística da missão Mars Sample Return

Em 30 de Setembro de 2005, foi liberado o esboço de um cronograma sobre as etapas da exploração espacial:
- 2007 – Utilização de uma cápsula ou veículo para demonstração da reentrada na atmosfera da Terra.
- 2011 – Lançamento da sonda ExoMars, que levará a Marte um veículo explorador. A pesquisa incluirá o estudo da superfície de Marte e de estudos exobiológicos.
- 2014 – Demonstração tecnológica sobre a ação humana na montagem e de atracação de estruturas espaciais.
- 2016 – Retorno de amostra do solo de Marte em cooperação com a NASA.
- 2018 – Demonstração tecnológica do uso da aerofrenagem ou da aerocaptura, propulsão auxiliada com o uso da energia solar e aterrissagem controlada.
- 2024 – Missão com astronautas para a Lua.
- 2026 – Missão robotizada para Marte.
- 2030/2033 – Primeira missão com astronautas para Marte.